# Domenico Ferrata
Pour les articles homonymes, voir Ferrata.
Domenico Ferrata, né à Gradoli le 4 mars 1847 et mort à Rome le 10 octobre 1914, est un cardinal italien.

## Biographie
Ordonné prêtre en 1869 et docteur in utroque jure, Domenico Ferrata enseigne le droit canon à partir de 1876. En 1879, il est envoyé à Paris en qualité d'auditeur auprès de la nonciature apostolique. En 1885, il devient archevêque titulaire de Thessalonique (de) et est nommé nonce à Bruxelles, où il contribue à la reprise des relations entre la Belgique et le Saint-Siège. En raison de sa bonne connaissance de la vie sociale et politique française, il est ensuite nommé nonce en France en 1891 par le pape Léon XIII, afin de suivre la politique de Ralliement avec la Troisième République.
Il devient cardinal en 1896 et poursuit sa carrière au sein de la Curie romaine sous le pontificat de Pie X, même si, en 1903, il n'est pas nommé - comme on s'y attendait - cardinal secrétaire d'État, Pie X lui préférant en effet le jeune cardinal Rafael Merry del Val.
Grâce à son expérience en Belgique et en France, on le considère, au sein de la diplomatie et de l'administration du Saint-Siège comme un homme très proche de la France.
Il est finalement nommé cardinal secrétaire d'État par le nouveau pape, Benoît XV, en septembre 1914, mais meurt seulement quelques jours après.
Il est l'auteur de Mémoires.

## Succession apostolique
Domenico Ferrata a ordonné l'évêque suivant :
- Archevêque Giovanni Maria Giuseppe Santarelli (1904)